# MiG–25
A Mikojan–Gurjevics MiG–25 (Микоян–Гуревич МиГ–25) két hajtóműves, harmadik generációs, nagy sebességű elfogó vadászrepülőgép, melyet a Szovjetunióban a Mikojan tervezőirodában (OKB–155) fejlesztettek ki, elsősorban az SR–71 Blackbird stratégiai felderítő és a sorozatgyártásra nem került XB–70 Valkyrie szuperszonikus nehézbombázó repülőgépek elfogására. A szovjet légvédelemben a Szu–15 és a Tu–128 elfogó vadászrepülőgépeket váltotta le. A világ egyik leggyorsabb vadászrepülőgépe, sebességét a sárkányszerkezet felmelegedése és hajtóműveinek nagy sebességnél történő gyors elhasználódása miatt korlátozták 2,83 Machra, de ezt a korlátot néha átlépték. Mivel repülési magassága is rendkívül nagy volt, felderítő, később légvédelem elleni változatát is kifejlesztették. A viszonylag drága és bonyolultan üzemeltethető repülőgépnek a Varsói Szerződés országai közül csak a Bolgár Légierő alkalmazta négy felderítő példányát, de több fejlődő országba, így Líbiába, Irakba, Algériába, Szíriába és Indiába is exportálták. Későbbi gyártású példányai még szolgálatban állnak, az elfogóvadászokat a Szovjetunióban Szu–27 és a MiG–25 továbbfejlesztett változatával, a MiG–31 repülőgéppel váltották le. A repülőgép teljesítménye és szerkezeti kialakítása nagy hatással volt az amerikai konstruktőrökre és katonai döntéshozókra az F–15 Eagle tervezése idején.
Az öbölháborúban az iraki légierő egyetlen légi győzelmét egy MiG–25 érte el, mely a háború első éjszakáján lőtt le egy amerikai F/A–18 Hornet vadászbombázót, valószínűleg R–40 rakétával. Egy másik iraki gép 2002 decemberében lelőtt egy amerikai RQ–1 Predator pilóta nélküli repülőgépet.

## Története
Az 1950-es években a katonai repülőgépek sebessége folyamatosan nőtt, elérte, majd meghaladta a hangsebesség kétszeresét. Az Amerikai Légierő bombázó repülőgépei is, melyeknek elsődleges célja a Szovjetunió volt, egyre nagyobb sebességgel tudták bombaterhüket a célhoz juttatni, a B–58 Hustler elérte a hangsebesség kétszeresét, és megkezdték a B–70 Valkyrie fejlesztését, amely 3 Mach sebességével a kor szovjet vadászgépei számára elérhetetlen lett volna. A Mikojan–Gurjevics tervezőiroda a MiG–21 továbbfejlesztésével kísérleti repülőgépek sorát hozta létre, melyek egyre nagyobb sebességükkel és repülési magasságukkal lépést tudtak tartani az amerikai bombázókkal. A rakétatechnika fejlődésével azonban a nehézbombázók szerepét átvették az interkontinentális ballisztikus rakéták, a felderítőgépek kockázatos repüléseit pedig a felderítő műholdak tették feleslegessé. Bár az I–75, Je–150, Je–152, Je–152A és Je–166 (NATO-kódnév: Flipper) szovjet repülőgépek zsákutcának bizonyultak, általuk tapasztalatot szereztek egy nagyobb, két hajtóműves repülőgép megtervezéséhez, amelynek mind az elfogóvadász, mind pedig a felderítő változatához sikerült megszereznie a támogatást a tervezőirodának, emellett atomcsapásmérő és 5–7 személyes szuperszonikus utasszállító változat elkészítését is tervbe vették, bár ezek nem épültek meg.

### Prototípusok
A Je–155-nek elnevezett repülőgép fejlesztése hivatalosan 1961 februárjában kezdődhetett meg. A felderítő és az elfogóvadász változatnak is két-két prototípusát építették meg, először a Je–155R–1 elnevezésű felderítő prototípus szállhatott fel, 1964. március 6-án Alekszandr Fedotov irányításával, az elfogóvadász Je–155P–1 prototípusa 1964. szeptember 9-én repült először, Pjotr Osztapenko pilótával.
Ellentétben a szériagépekkel, a felderítő változat prototípusa a szárnyak törővégein egy-egy tüzelőanyag-póttartályt hordozott, ez áramlástani szempontból előnyös volt, a szárny alatt és felett lévő, eltérő nyomású levegő keveredésének megakadályozásával csökkenteni lehetett a szárny törővégén keletkező turbulenciát, ez pedig csökkentette a repülőgép légellenállását, amellett, hogy több tüzelőanyagot lehetett beletölteni. Eredetileg az amerikai F–5 Tiger II vadászgépen kikísérletezett aerodinamikai megoldást a kor több Mikojan-Gurevics prototípusán meg lehet találni (például a Je–152 rakétáit a törővégekre függesztették), de sorozatban gyártott szovjet repülőgépen érdekes módon akkor sem jelent meg, amikor lett volna erre lehetőség, például a MiG–29 esetén. A prototípusok szárnyainak nem volt negatív V-beállítása, ami stabilitási problémákat okozott repülés közben, ezt ideiglenesen a törővégi póttartályra szerelt kis szárnyacskával oldották meg.
A felderítőváltozatnak összesen négy, az elfogóvadásznak kilenc előszéria gépe épült, ezekből és a prototípusokból többet (Je–155R–1, Je–155R–3, Je–155P–1) átalakítottak 1965 és 1973 között rekordkísérletek céljára, Je–266 elnevezéssel. 1967-ben 1000 kilométeres zárt körön 2920 km/órás abszolút sebességi világrekordot, 1973-ban 36 240 méteres abszolút magassági világrekordot értek el a repülőgépek Alekszander Fedotov irányításával.

### Viktor Belenko szökése Japánba
1976. szeptember 6-án Viktor Ivanovics Belenko szovjet pilóta egy MiG–25P repülőgéppel Csugujevkai katonai repülőtérről Japánba szökött és repülőgépével sikeresen leszállt Hakodate nemzetközi repülőterére. A repülőgépet a Szovjetunió visszakövetelte, de csak 67 nap után adták vissza, szétszerelve, így azt az amerikai hírszerzés alaposan megismerhette. A repülőgép technológiai színvonala meg sem közelítette az amerikaiak által feltételezett szintet: a könnyebb és hőálló titán helyett nikkel-acél ötvözetből készítették, a szegecselést kézzel végezték, nem túl magas színvonalon, a szegecsek feje csak a légáramlatnak kitett helyeken volt süllyesztett, egyébként kiálltak a lemezekből. Még a repülőgépnél is fontosabb volt, hogy Belenko magával vitte az üzemeltetéshez szükséges dokumentáció jelentős részét, más könyveket kijegyzetelt, így az amerikaiak tetemes mennyiségű információhoz jutottak a dokumentumok tanulmányozásából. A legtöbb információt a pilóta a fejében szöktette át Amerikába, így őt, miután menedékjogot kapott, az Amerikai Légierő konzultánsként alkalmazta.
A Szovjetunióban kisebb pánikhangulat tört ki a gép amerikai kezek közé kerülése miatt, ezért azonnal teljesen újratervezték az elektronikáját, az eredeti, elektroncsöves berendezések helyett félvezető alapú berendezéseket kapott. Az újonnan, korszerűbb elektronikával legyártott vadászrepülőgép a MiG–25PD, a régebbi, mintegy 370 repülőgép átépítésével korszerűsített változat a MiG–25PDSZ nevet kapta.

## Szerkezeti felépítés és tervezési sajátosságok

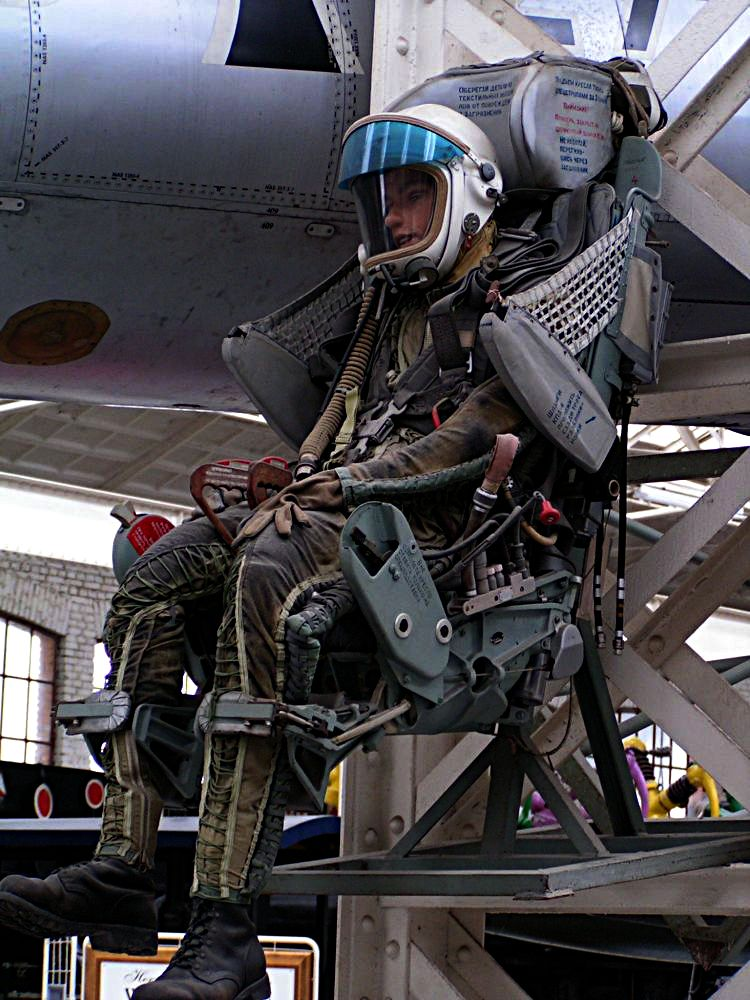
KM–1 katapultülés

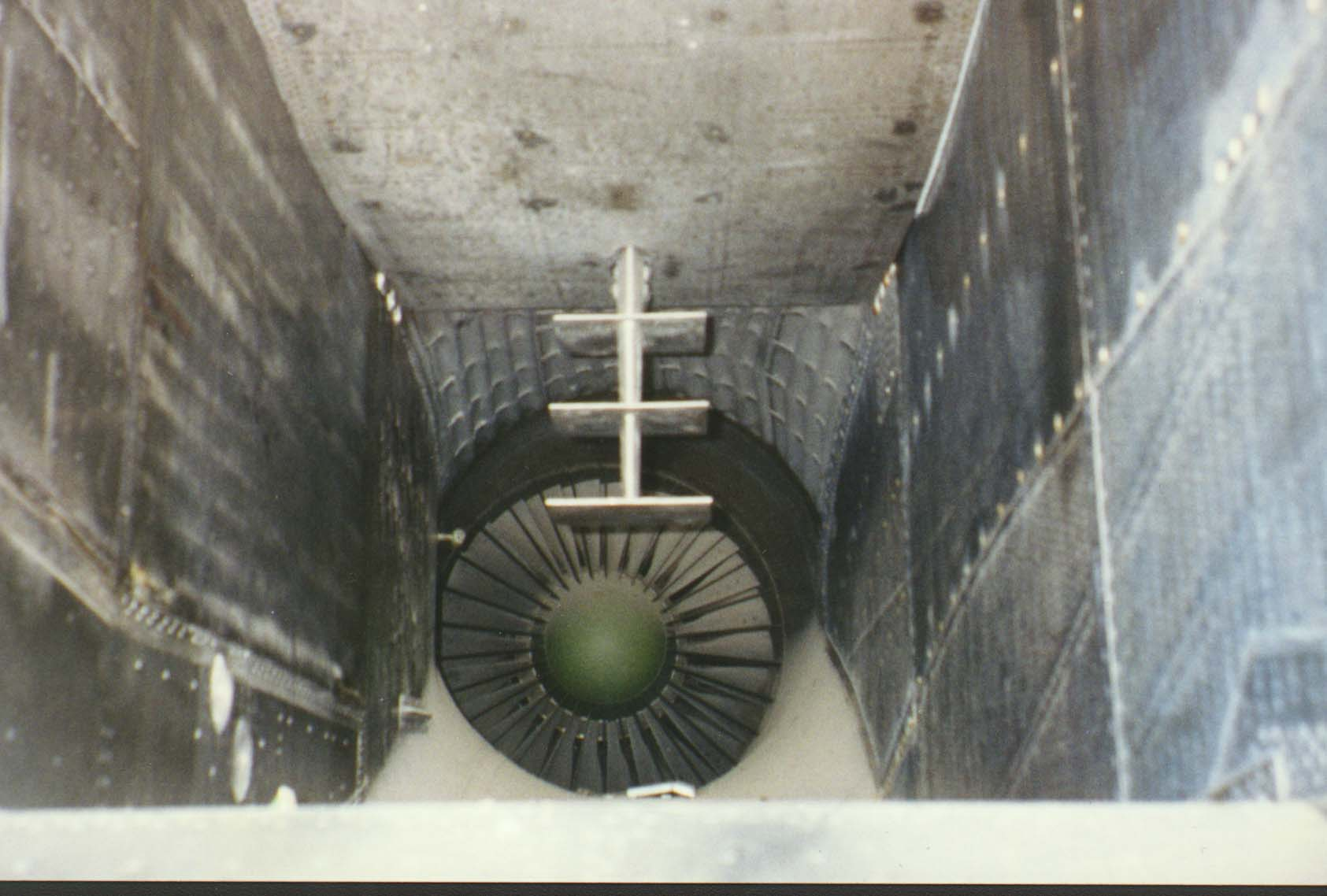
A MiG–25 hajtóművének szívócsatornája. A gázturbina előtt látható „háromszárnyú”, fehér berendezéssel a hajtóműbe vizet porlaszthattak, ezzel növelve a tolóerőt.

A MiG–25 két hajtóműves repülőgép. A vállszárnyak nyilazási szöge változó, a belső részen 42,5°, a külső részen 41°, a szárny negatív V beállítása 5°. A kilépőélek belső oldalán fékszárny, a külsőn pedig kétrészes csűrő van. A felső oldalon áramlásterelő lemezek vannak. A szárnyakba tüzelőanyag-tartályt építettek. A függőleges vezérsík osztott, 11 fokban kifelé döntött, a törzs alatt mindkét oldalon egy-egy pótvezérsík van. A magassági kormányként szolgáló vízszintes vezérsík teljes egészében mozgatható, és erősen hátranyilazott. A törzsvég alján és tetején egy-egy féklap van, a két hajtómű között alul és felül egy-egy fékernyőkonténert helyeztek el. A futómű tricikli elrendezésű, a kormányozható, kétkerekes orrfutót és a két, egykerekes főfutót a törzsbe, előrefelé húzzák be.
A repülőgép építésénél, a nagy repülési sebesség-igény ellenére, valószínűleg a konstrukció olcsóbbá tétele érdekében viszonylag kevés, 8%-nyi titánt használtak, a sárkány nagy részét, mintegy 80%-ot, rozsdamentes acélból építették meg, a maradék mintegy 10% hagyományos alumíniumötvözet.
A repülőgépbe két, Tumanszkij R–15B–300 típusú utánégetős, gázturbinás sugárhajtóművet építettek. A hajtóműveket eredetileg a Tupoljev Tu–123 Jasztreb felderítő robotrepülőgép számára fejlesztették ki, amely egyszer használatos volt, így a hajtóműveknek összesen pár órán át kellett működniük, ezalatt folyamatosan ugyanakkora tolóerőt kellett kifejteniük. Valószínűleg ez az oka annak, hogy a hajtóművek tervezett élettartama még a szovjet átlagtól is jelentősen elmaradt, az első szériák esetében mindössze 150 üzemóra volt, a később sorozatgyártott példányoknál ezt sikerült 1000 órára feltornászni. A tolóerő növelése érdekében a hajtóművek elé, a légcsatornába olyan berendezést építettek be, amely víz-metanol keveréket porlasztott a beszívott levegőbe. Tűz esetére tűzoltó berendezést építettek be, valamint a két hajtómű közé tűzfalat építettek.
A pilóta az oldalra nyíló kabintető alatt, KM–1, KM–1M, vagy K–36 típusú katapultülésben foglal helyet. A kétüléses kiképzőváltozatban az oktató pilótafülkéjét a pilótakabin elé, a lokátor helyére építették be.
A repülőgépbe az elődtípus, a Tu–128 RP–SZ lokátorából kifejlesztett Szmercs–A (Смерч-А, NATO-kódnév: Fox Fire) rádiólokátort építették be. A hatalmas méretű lokátor felderítési távolsága 100 km volt, a célokat 50 kilométerről tudta követni. Meglehetősen konzervatív konstrukció volt, a tervezése során már legalább tíz éve elérhető félvezető alapú (tranzisztoros) technológia helyett elektroncsövekre épült. A korszerűtlen konstrukciót a lokátor tetemes, 1 megawattos teljesítményével kompenzálták. Állítólag, a földön bekapcsolva (ez szigorúan tilos volt) a kifutópálya környékén lévő kisebb állatokat megölte. A nagy kimenő teljesítmény elegendő volt arra, hogy a (lényegesen kisebb teljesítményen dolgozó) ellenséges rádióelektronikai zavaráson átlásson, de ezen túl korlátozott volt a lokátor teljesítménye, például teljesen alkalmatlan volt földháttérben (azaz a repülőgépnél kisebb magasságon repülő) célok észlelésére.
Az elektronika fontos eleme volt a Poljot 1I (Полет-1И) tehetetlenségi navigációs rendszer, a Szirena 3M radarbesugárzás jelző rendszer, mely a pilótát az ellenséges rádiólokátorok besugárzására figyelmeztette, valamint a saját-idegen azonosító rendszer. A repülőgép, a szovjet légvédelem egyéb gépeihez hasonlóan, nem önállóan, hanem a földi irányítás szoros ellenőrzése alatt fogta el a légi célokat, mintegy ember vezette légvédelmi rakétaként, erre szolgált a Lazur (Лазурь) és a Vozduh–1 (Воздух-1) adatátviteli rendszer.

## Fegyverzete
A MiG–25 elfogóvadász változatainak fő fegyverzete az R–40 (NATO-kód: AA–6 Arcid) légiharc-rakéta volt, melyet a félszárnyak alatt kialakított két-két fegyverfelfüggesztő csomóponton hordozott. A szovjet gyakorlatnak megfelelően a rakétának két változatát fejlesztették ki, az egyik passzív infravörös önirányítású (R–40T), a másik félaktív lokátoros önirányítású (R–40R) változat volt. A repülőgép tipikus fegyverzete két infravörös és két félaktív lokátoros rakétából állt. Emellett a repülőgépre függeszteni lehetett az R–60 légi közelharc-rakétát is. A törzs középvonala alatt (nem mindegyik változatnál) egy további felfüggesztő pont volt, erre egy nagyméretű, 5300 literes tüzelőanyag-póttartályt lehetett függeszteni. A MiG–25-be nem építettek gépágyút.

## Típusváltozatai

### Felderítő változatok

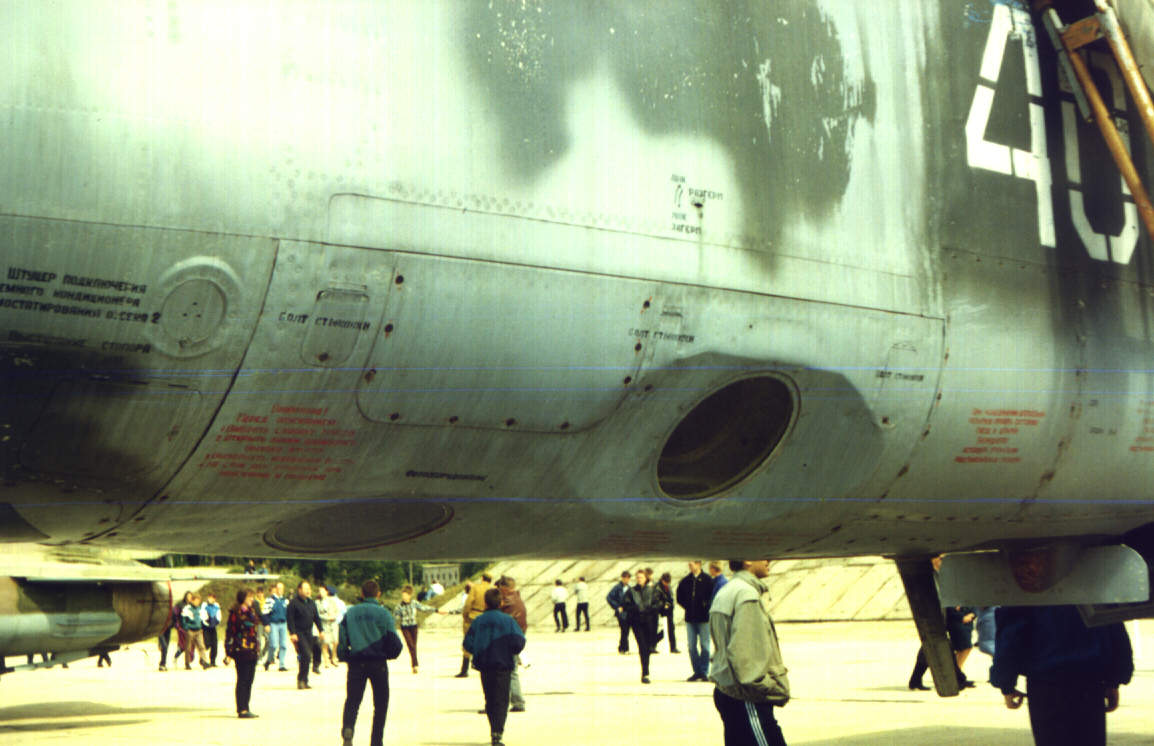
A MiG–25RB orrába épített kamerák

A MiG–25 prototípusai közül is először a felderítő változaté repült, sorozatgyártása és első bevetései is megelőzték az elfogóvadászét. A sárkányszerkezete kis mértékben több helyen eltért a vadászváltozatokétól. A szárny kisebb fesztávú volt, a belső rész nyilazási szöge pedig 41,03° lett. A két függőleges vezérsíkba egy-egy tüzelőanyag-tartályt építettek, és a húrhosszukat is kissé megnövelték, a hajtómű gázsebességfokozójával együtt. A szárnyak alatt eredetileg nem voltak fegyverfelfüggesztő csomópontok, később félszárnyanként egyet-egyet szereltek fel. A póttartály törzs alatti csomópontja megmaradt. A MiG–25 felderítő változataiba beépítették a Peleng–D (Пеленг-Д), Peleng–DR, vagy Peleng–DM tehetetlenségi navigációs rendszert, amely az első ilyen szovjet berendezés volt.

#### MiG–25RFoxbat–B
A felderítő alapváltozatnál a felderítő berendezéseket a rádiólokátor helyére, az orrba építették be. Ez eredetileg öt AFA–70, AFA–70M, AFA–72, AFA A–E/10 vagy NAFA–75 típusú kamerából állt, ezek közül egy függőlegesen, a többi ferdén volt elhelyezve. Az orr-rész két oldalán, dielektrikus panelek mögött, az elektronikai felderítő rendszer antennái álltak. A MiG–25R-t csak kis számban gyártották, hamar átadta helyét a korszerűbb utódoknak.

#### MiG–25RB

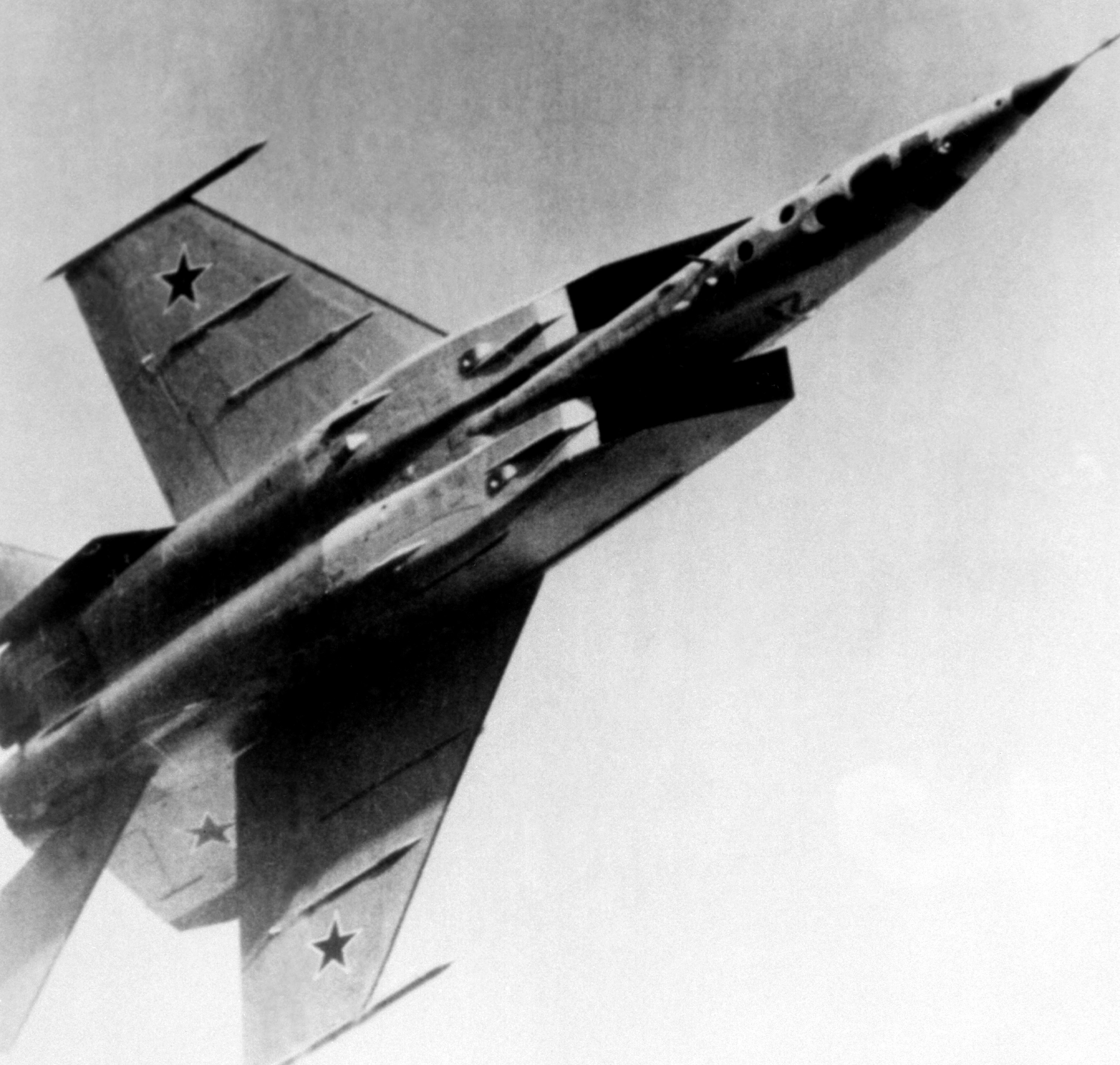
MiG–25RB alulról

A következő felderítő változat a MiG–25RB volt, amelyet 1970-től gyártottak, és fő újítása a bombázó feladatkör megjelenése volt. A korai gyártású gépek négy FAB–500M–62T típusú, 500 kilogrammos, a nagy sebességű repülés miatt hőállóvá tett bombát hordozhattak, a törzs középvonala alatti négyzáras, dupla tandem elrendezésű bombazáron (azaz két bomba egymás mellett volt, mindegyik mögött egy-egy újabb bombával). A későbbi gyártású gépek a törzs alatt hat bombát hordozhattak hatzáras tartókon, a szárnyak alatt egy-egy csomóponton, kétzáras, tandem tartókon két-két újabb bombának jutott hely, összesen tízre növelve a függeszthető bombák összmennyiségét. A gépek a törzs alatt hordozhattak póttartályt, a négy, szárny alatti bombával kiegészítve. A nagy magasságból és sebességnél végrehajtott bombázás rendkívül pontatlan volt, bár a Peleng navigációs rendszert integrálták a rádiónavigációs berendezésekkel, a navigáció és a bombázás pontosságát javítandó. Egyes hírek szerint a repülőgépet atombombák hordozására is alkalmassá tették, ehhez a navigációs rendszer pontossága elegendő volt. A repülőgépbe rádióelektronikai zavaróberendezést is építettek. A MiG–25R gépek egy részét később korszerűsítették a MiG–25RB standardra. A MiG–25RB bázisán több, specializált felderítő változatot építettek.

#### MiG–25RBV
Az 1973–1979 között épített változatba az SZPSZ–9 Virazs-1 (СПС-9 Виpаж-1) rádióelektronikai felderítőrendszert építették az orr-részbe, korszerűsített rádióelektronikai zavarórendszerrel. A felderítő kamerák megmaradtak, a gép külsőleg megegyezik a MiG–25RB-vel. Egy időben a MiG–25RB-kre is a MiG–25RBV elnevezést használták. Az SZPSZ–141 Szireny (СПС-141 "Сиpень") besugárzásjelző helyett a korszerűbb SZPSZ–151 Ljutyik (СПС-151 "Лютик") rendszert építették be.

#### MiG–25RBT
Az 1978-tól gyártott változatba a Tangazs (Тангаж) elektronikai felderítő rendszert építették, mely a korábbinál szélesebb frekvencián rögzítette a beérkező elektromágneses jeleket, emellett az utólagos kiértékelés is hatásosabbá vált. A gép a korszerűsített Parol saját-idegen azonosító rendszert kapta, valamint a késői gyártású példányokon a korábbi Szirena–3 besugárzásjelző rendszert kicserélték a korszerűbb LO–06 Berjoza rendszerre. Néhány MiG–25RB-t korszerűsítettek az RBT standardra, de elnevezésük RB maradt.

#### MiG–25RBKFoxbat–D
Az 1972 és 1980 között kifejezetten rádióelektronikai felderítésre készített változatból (a legkorábbi gyártású gépeket leszámítva) kiépítették a ferde kamerákat (a függőlegeset megtartották, ennek képeivel ellenőrizték később a repülési útvonalat, amelyhez képest az észlelt rádióhullámok kibocsátásának helyét pontosan meg tudták állapítani). A rádiósugárzást átengedő burkolat méretét megnövelték, emögött helyezték el a Kub–3M (Куб-3М) rádióelektronikai felderítőrendszert, melynek nagy újdonsága volt, hogy az észlelt rádiósugárzást nem csak rögzíteni tudta, hanem reléállomásként egy földi központba továbbíthatta valós időben, így ezeket azonnal kiértékelhették. A repülőgép megtartotta bombázó képességét.

#### MiG–25RBF
A korszerűsített rádióelektronikai változatba a Sar–25 (Шар-25) rendszert építették, új rádióelektronikai zavarórendszerrel együtt. Az orr aljának két oldalán két, kisebb dielektrikus burkolat jelent meg.

#### MiG–25RBSZ

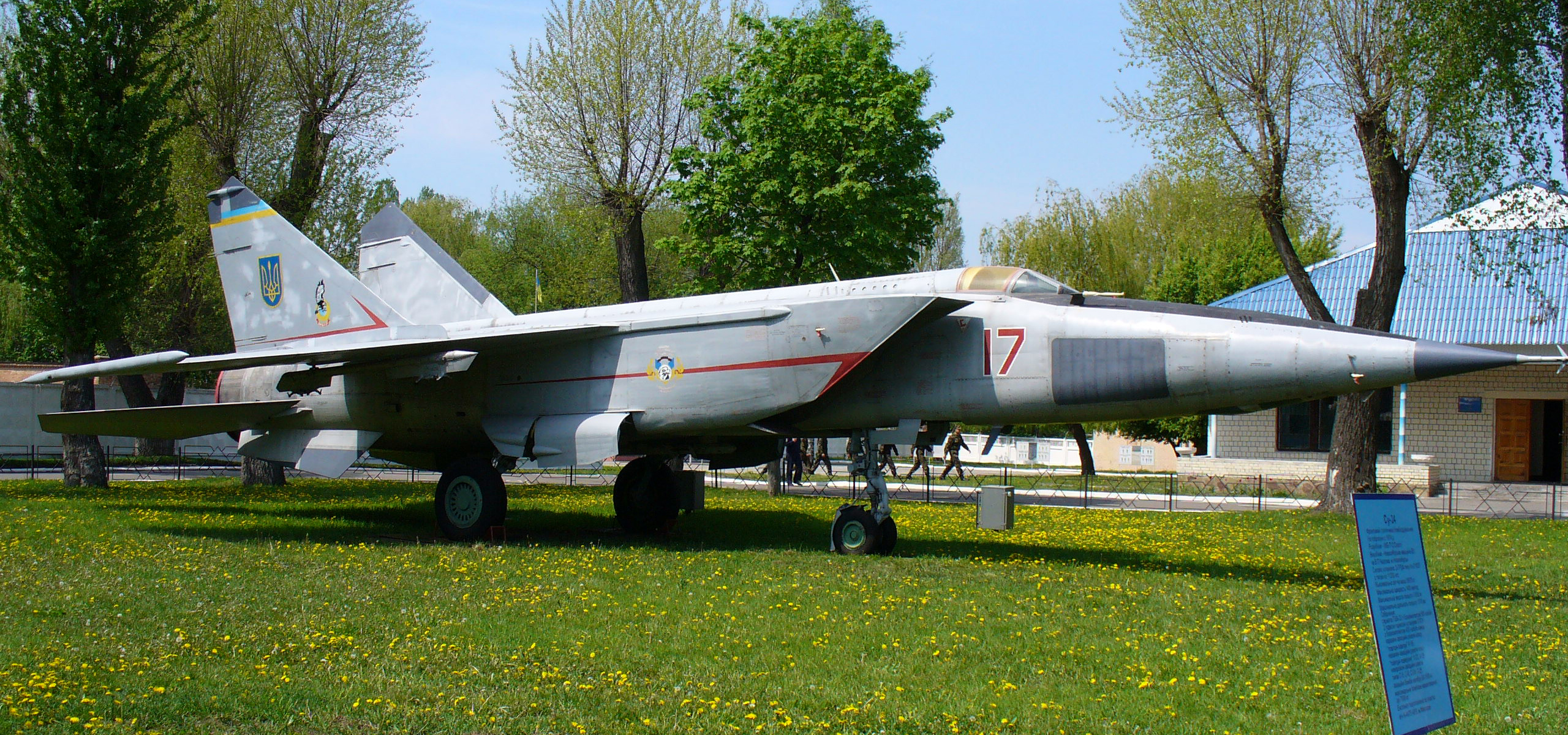
Ukrán MiG–25RBSZ múzeumban

A gépet az RBK változattal párhuzamosan építették, és az orrába az oldalra néző Szablja–E (Сабля) szintetikus apertúrájú rádiólokátort építették, amely alkalmassá tette földfelszíni célok felderítésére napszaktól és időjárási körülményektől függetlenül.

#### MiG–25RBS

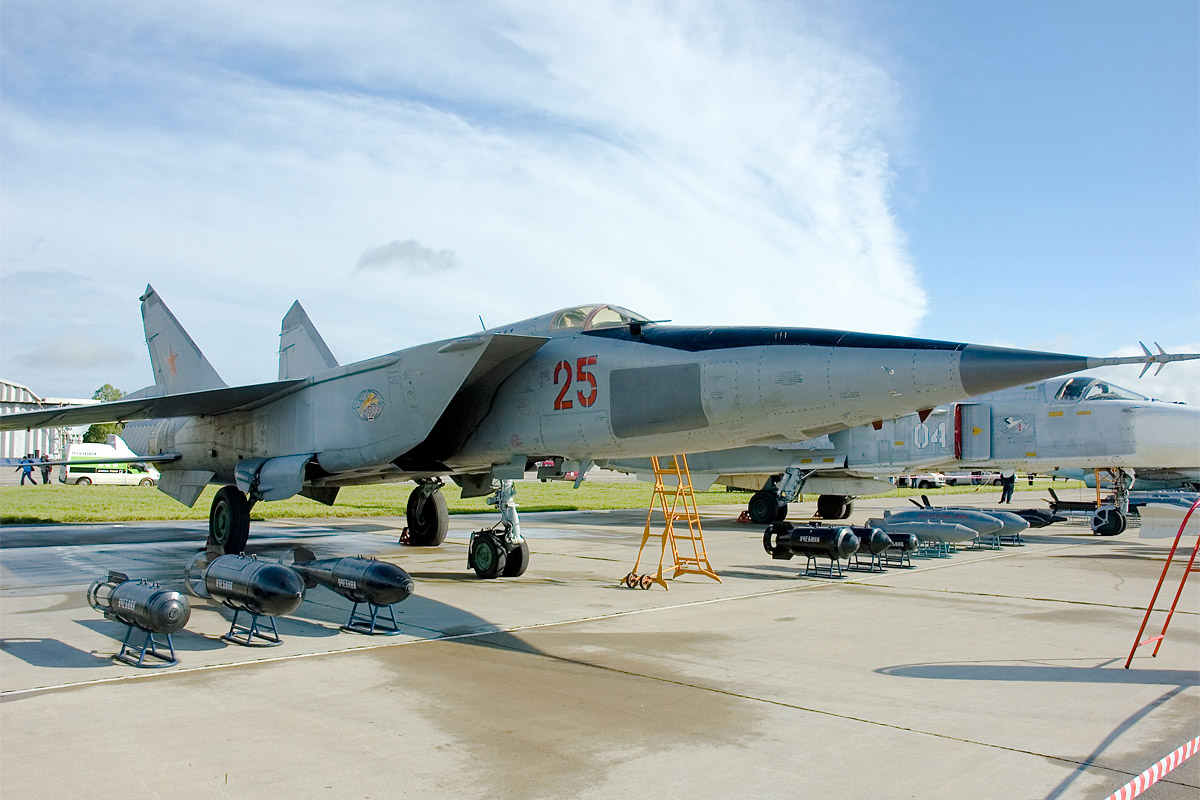
MiG–25RBS

A gép az RBSZ továbbfejlesztése volt, orrában a sokkal nagyobb felbontású és flexibilisebb Sompol (Шомпол) radarral, ez képes volt a földfelszínen mozgó objektumok kijelzésére (MTI – Moving Target Indication)

#### MiG–25BMFoxbat–F
A nagy repülési sebessége és magassága miatt a légvédelem számára szinte elérhetetlen gépből logikus gondolat volt egy kifejezetten a légvédelem megsemmisítésére specializált változatot létrehozni, ez volt a MiG–25BM, amelynek RBV-ből átalakított prototípusa 1976-ban repült először, és 1980 és 1985 között gyártottak belőle körülbelül 100 darabot. A repülőgép a korszerűbb Jaguár (Ягуар) rádióelektronikai zavarórendszert hordozta, szárnyai alatt az elfogóvadász négy rakétaindító sínjén a H–58 (AS–11 Kilter) lokátorromboló rakétákkal. A gépek általában hordozták a törzs alatti 5300 literes tüzelőanyag-póttartályt. Orrukat, az elfogóvadászokéhoz hasonlóan, feketére festették, valószínűleg dezinformációs céllal.

### Vadászváltozatok

#### MiG–25PFoxbat–A
Az elfogóvadász alapváltozata, a gépeket később a MiG–25PDSZ változatra korszerűsítették.

#### MiG–25PDFoxbat–E

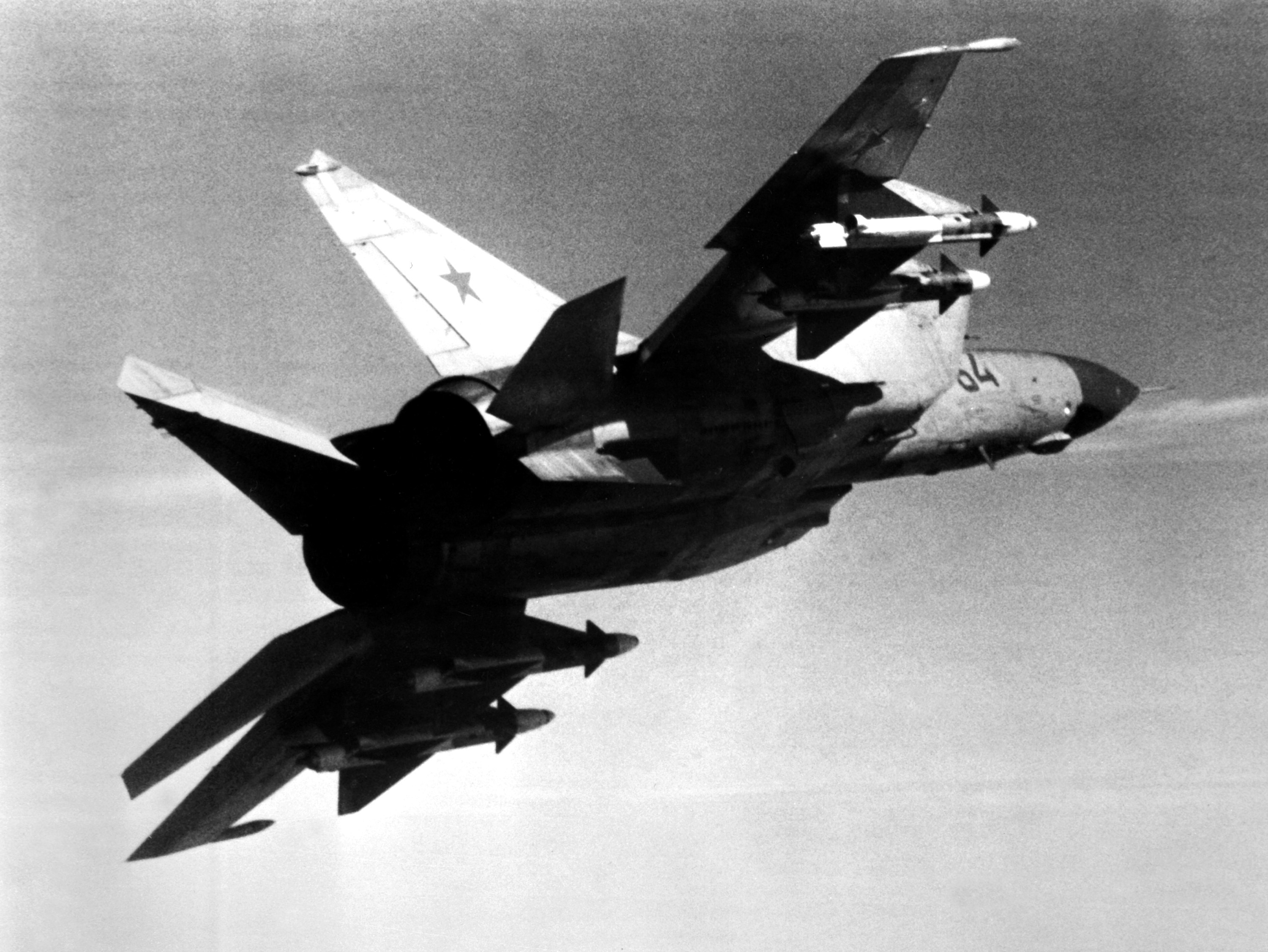
MiG–25PD vagy PDSZ, a gép orra alatt látható a TP–26S–1 infravörös érzékelő

Viktor Belenko 1976-os szökése után az amerikaiak teljesen szétszerelték, és alaposan megismerték a pilóta MiG–25P típusú repülőgépét, ezért a szovjet katonai vezetés 1976 novemberében a repülőgép alapos áttervezésével bízta meg a Mikojan–Gurjevics tervezőirodát, meglehetősen rövid időt adva a munkára. A módosított repülőgép 1979-ben állt hadrendbe. A fő változtatás az elöregedett Szmercs lokátor cseréje volt a MiG–23 Szapfir–23 (Сапфир–23) lokátorából rohamtempóban kifejlesztett RP–25M Szapfir–25 (РП-25 Сапфиp-25) lokátorra. Az új lokátor lényegesen korszerűbb volt, nagyobb hatótávolsággal, és impulzusdoppler üzemmóddal, ami a célok sebességét is közvetlenül érzékelte a visszavert jelek Doppler-eltolódásából, lehetővé tette a horizont alatti célok észlelését is. Elhelyezéséhez kissé megnyújtották a radarkupolát a gép orrában. A későbbi gyártású gépek orra alá felszerelték a TP–26S–1 infravörös érzékelőt is, amely kisugárzás nélkül észlelhette és követhette a célokat. A lokátor mellett az avionika nagy részét kicserélték, új rádiókat, adatátviteli berendezéseket, navigációs és saját-idegen azonosító rendszert kapott. A rakétafegyverzetet is korszerűsítették, az R–40R és R–40T rakéták helyett az R–40RD és R–40TD rakétákat, valamint a külső csomópontokon, dupla indítósíneken összesen négy R–60 légi közelharc-rakétát hordozhatott a gép. A hajtóművet R–15BD–300 típusúra cserélték, és felszerelhetővé vált a hatalmas, 5300 literes törzs alatti póttartály.

#### MiG–25PDSZFoxbat–E
Mintegy 370 MiG–25P repülőgépet a PD standardra korszerűsítettek, ezek jele a MiG–25PDSZ.

### Kiképző változatok
A MiG–25-nek két kiképző változatát építették meg, mindkettő az elfogóvadász sárkányán alapult. Az oktató pilóta kabinját a repülőgép orr-részében alakították ki, a másik pilóta kabinja előtt és alatt.

#### MiG–25PUFoxbat–C

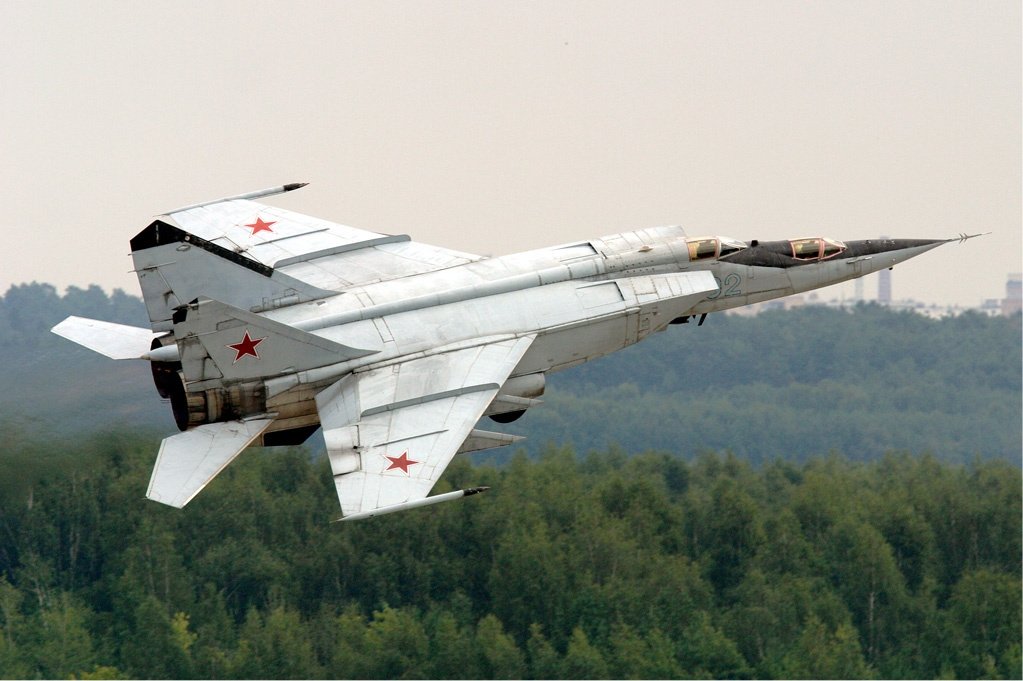
MiG–25PUfelszállás közben. Az oktató kabinját, szokatlan módon, a rádiólokátor helyére, a másik kabin elé építették be.

A vadász-kiképző változatnál olyan berendezéseket építettek be, amelyek segítségével szimulálni lehetett más vadászgépek elfogását. A szárnyak alatti négy rakétaindító sínt meghagyták, ezeken a repülőgép kiképző rakétákat hordozott. 1968-tól gyártották, sokat használták, többek között időjárás-felderítésre, valamint a pilóták repült óraszámának gyarapítására, mert a kétüléses gépekkel egy repülés áráért két pilóta repülhetett.

#### MiG–25RUFoxbat–C

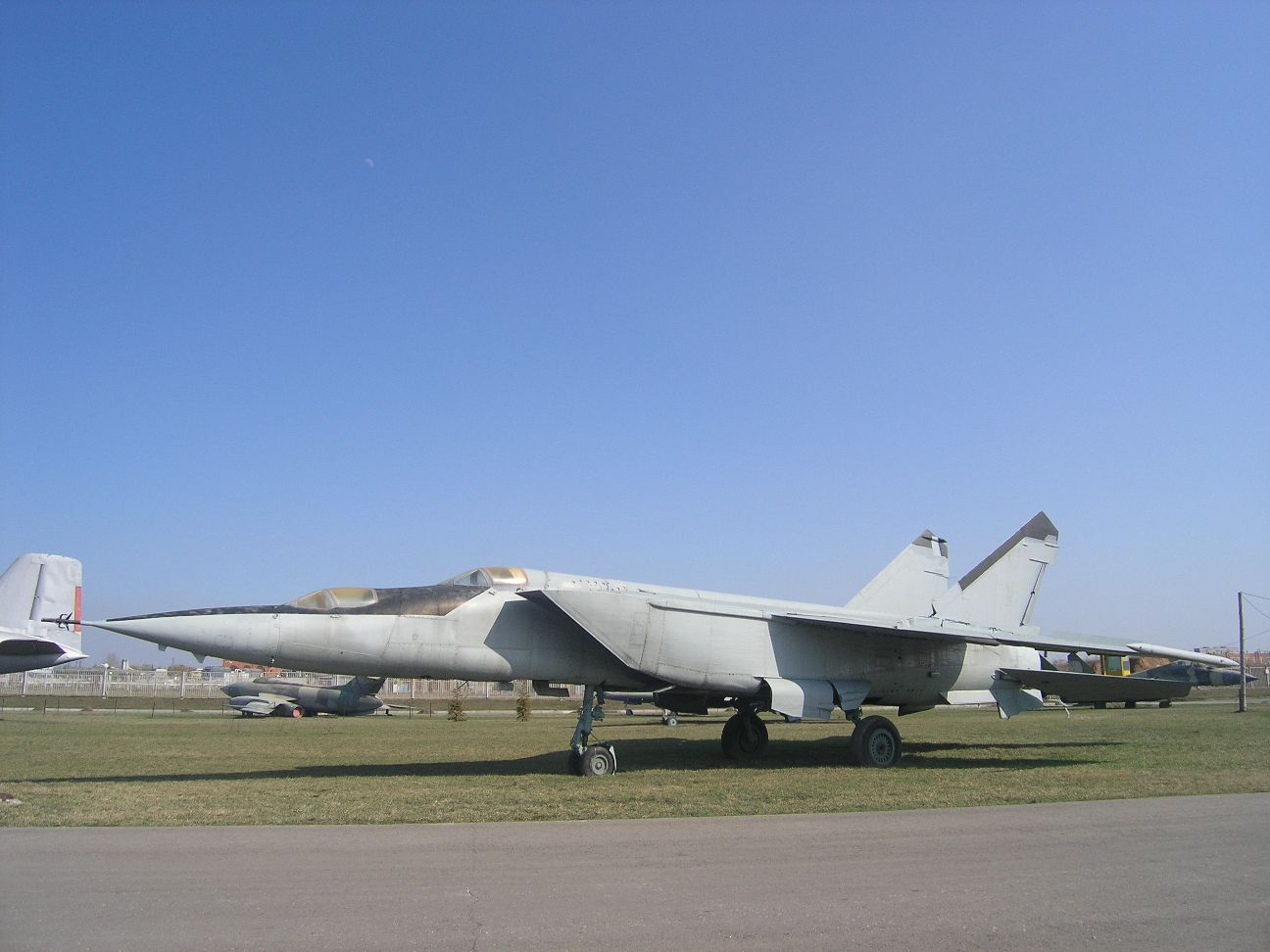
MiG–25RU

A felderítő-kiképző változatnál a felderítéshez kapcsolódó berendezések szimulátorait helyezték el, ezen a gépek szárnyai alatt nem voltak indítósínek.

### Kis példányszámban épült és kísérleti változatok

#### MiG–25PDSZL
A MiG–25PD változat függőleges vezérsíkjába korszerűbb rádióelektronikai zavarórendszert építettek. A változatot a meglévő elfogóvadászok átalakításával hozták volna létre, de ez pénzhiány miatt elmaradt.

#### MiG–25PDZ
Légi utántölthető vadászváltozat, amelynél az orr-részben alakították ki az utántöltő berendezés fogadócsonkjának helyét. Bár egyes hírek szerint átalakítottak gépeket, ez a változat sem terjedt el a pénz és főleg a légi utántöltő repülőgépek hiánya miatt.

#### MiG–25M
Tumanszkij R–15BF2–300 hajtóművel szerelt változat. A hajtómű új változatába eggyel több kompresszorfokozatot építettek, a turbina hőmérsékletét pedig megemelték, így 30%-kal nagyobb tolóerőt biztosított kisebb fogyasztás mellett. A sárkányszerkezetet kissé átalakították: a nagy hőterhelésnek kitett részeket hőálló acéllal erősítették meg, a nagyobb üzemi hőmérséklet miatt. A kísérleti repüléseket 1973-ban kezdték egy-egy átalakított MiG–25RB és MiG–25PD repülőgéppel. 1977-ig tartottak a kísérletek, amelyek bár ígéretesek voltak, de az akkor már folyamatban lévő, Szolovjov D–30 hajtóművel hajtott MiG–31 program árnyékában maradtak. A MiG–25RB-ből átalakított kísérleti gép 1975-77 között, Je–266M típusjelzéssel rekord-repüléseket végzett.

#### I–99
Egy MiG–25P-t és egy MiG–25R-t használtak a későbbi MiG–31 Szolovjov D–30F hajtóművének tesztrepüléseihez, a jó teljesítménye miatt később felmerült, hogy a MiG–31 rendszeresítéséig gyártsák a MiG–25-ösöket a D–30F hajtóművel, de ez elmaradt.

#### MiG–25PU–SZOTN
A MiG–25PU-ból egy példányban átépített repülőgép, melyet a Buran szovjet űrrepülőgép különböző tesztjeinél, a legénységek kiképzésénél, valamint az egyetlen, személyzet nélküli űrrepülés visszatérésénél használtak az űrrepülőgép külső megfigyelésére.

#### MiG–25MR
Több MiG–25RB-t átépítettek meteorológiai megfigyelések végzésére, a gépek orrába a felderítő berendezések helyére meteorológiai műszereket építettek.

#### MiG–25RBVDZ
A MiG–25RB légi utántölthetővé átalakított változata, nem épült meg.

#### MiG–25RBSDZ
A MiG–25RBS légi utántölthető változata lett volna.

#### MiG–25RBN
Egy példányban megépített éjszakai optikai felderítő változat, a törzs alatt 4-10 darab FotAB–100 vagy FotAB–140 világítóbombával felszerelve. A világítóbombák a földön lévő objektumokban kárt tehettek volna, emiatt hadgyakorlatokon a repülőgépeket korlátozottan használhatták volna. A világítóbombák robbanásai és a kamerák működése egymással szinkronizálva volt, azaz a kamera pont akkor exponált, amikor a világítóbomba felvillant és megvilágította a terepet. Egy világítóbombába két töltetet szereltek, ami két villanást eredményezett egymás után egy bizonyos idővel, de ez is kevés volt, egy repülőgép összesen húsz fényképet készíthetett egy bevetésen, és ez elégtelen volt az egyébként igen drágán üzemeltethető repülőgéptől. Az éjszakai és rossz idős felderítést később a MiG–25RBS és MiG–25RBSZ gépek végezték.

#### MiG–25RR
Nyolc MiG–25RBV-t alakítottak át a hetvenes években a kínai nukleáris kísérletek megfigyelésére, és levegőminta-vételre. A gépeket a szolgálatból történő kivonásuk után megsemmisítették.

#### Je–266 és Je–266M
Kifejezetten repülési rekordkísérletre átalakított MiG–25 változatok (Je–266), módosított hajtóművel felszerelt rekordkísérleti gépek (Je–266M). Leginkább Alexander Fedotov és Pjotr Osztapenko berepülőpilóták rekordjai köthetők a típushoz. A Nemzetközi Repülési Szövetség (FAI) „Földről felszálló sugárhajtású repülőgép önsúlymegkötés nélkül” kategóriában az alábbi rekordok máig érvényesek:
- Repülési magasság (abszolút): 37 650 m (1977. Augusztus 31.) (E–266M), pilóta: Alexander Fedotov
- Repülési magasság 1000/2000 kg terheléssel: 37 080 m (1977. július 22.) (E–266M), pilóta: Alexander Fedotov
- Emelkedési idő 25 000 méterre: 2 perc 34,2 másodperc (1975. május 17.) (E–266M)
- Emelkedési idő 30 000 méterre: 3 perc 10 másodperc (1975. május 17.) (E–266M)
- Emelkedési idő 30 000 méterre: 1000 kg terheléssel: 3 perc 10 másodperc (1975. május 17.) (E–266M)
- Emelkedési idő 35 000 méterre: 4 perc 11,7 másodperc (1975. május 17.) (E–266M)
- Átlagsebesség 100 kilométeres zárt körön: 2605,10 km/h (1973. április 8.) (E–266)
- Átlagsebesség 500 kilométeres zárt körön: 2981,50 km/h (1967. szeptember 5.) (E–266)
- Átlagsebesség 1000 kilométeres zárt körön 2000 kg terheléssel: 2920,67 km/h (1967. szeptember 27.) (E–266)

A magassági kísérletek parabolapályás, úgynevezett zoom-climb repülések voltak, vízszintes repülésben a magassági világrekordot ugyanebben a kategóriában az amerikai SR–71 Blackbird tartja.

## Megrendelő és üzemeltető országok
- Szovjet Légierő
- Iraki Légierő

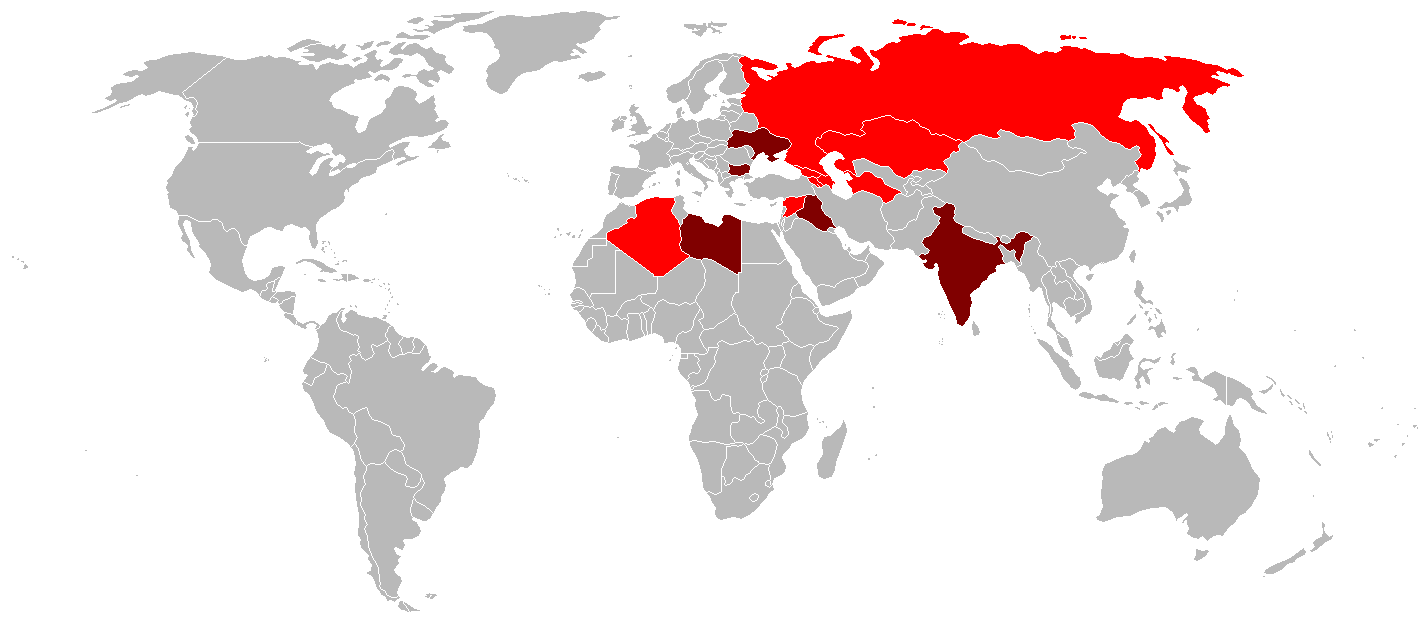
A MiG–25 üzemeltetői a világtérképen. Az élénkpiros színnel jelölt országokban ma is rendszerben áll a gép, a sötétvörössel jelöltekben már kivonták a rendszerből.

Irak a nyolcvanas években szerzett be mintegy húsz MiG–25PD-t, nyolc MiG–25RU-val, ezeket intenzíven használták az irak–iráni háborúban, majd az öbölháborúban is.
- Indiai Légierő

India 1981-ben szerzett be és 2005-ig üzemeltetett nyolc MiG–25RBT-t és két MiG–25RU-t, melyeket 2003-ig a 102. 'Trisonics', utána a 35. 'Rapiers' század repülte, a Bareilly légibázisról, Uttar Prades államból. A 15 éves szolgálatra tervezett gépek élettartamát többször, 1995-ben, 2001-ben és 2005-ben meghosszabbították. A repülőgépekkel rendszeresen végeztek felderítő repüléseket Pakisztán felett. A kockázatos felderítő repüléseket és a repülőgépeket az indiai INSAT–2B felderítő műhold pályára állítása tette szükségtelenné, emellett az öreg gépek alkatrész-ellátása is egyre körülményesebbé vált.
- Algériai Légierő

Algéria 1979-ben vásárolt 16 MiG–25PD-t és MiG–25PU-t, valamint valószínűleg négy MiG–25RB felderítő repülőgépet. Az utóbbiakat állítólag alkalmazzák felderítésre az ország déli részén meghúzódó iszlamista szélsőségesek ellen.
- Líbiai Légierő

Összesen mintegy 30 MiG–25PD-t, öt MiG–25RU-t és öt MiG–25RB-t vásároltak, 1977-től. A repülőgépek a nyolcvanas években részt vettek a Bengázi-öböl feletti amerikai-líbiai légi konfliktusokban, és 1986. március 24-én a VF–33 repülőszázad két F–14 Tomcat repülőgépe kis híján le is lőtt egyet, de mire megkapták a tűzparancsot, a MiG–25-ösnek sikerült elmenekülnie. A gépeket a kilencvenes évek végén állították le.
- Bolgár Légierő

A Varsói Szerződésben egyedüliként a Bolgár Légierő 1982-ben három MiG–25RBSZ-t és egy MiG–25RU-t vásárolt, és további 16 gép beszerzését tervezte, de ez utóbbi elmaradt a korszerűbb repülőgépek, a MiG–29-esek és a Szu–25-ösök beszerzése miatt. Egy MiG–25RB 1984. április 12-én éjszaka, bonyolult időjárási körülmények között nem tudott leszállni, tüzelőanyaga elfogyott, és lezuhant. A megmaradt három gépet a magas üzemeltetési költségek miatt leállították, majd 1991-ben visszaadták a Szovjetuniónak, öt MiG–23MLD-ért cserébe.
- Szír Légierő Szír Légierő

Mintegy 30 MiG–25PD-t, öt MiG–25PU-t és nyolc MiG–25RB-t vásároltak a nyolcvanas évek elején, ezeket bevetették az ötödik arab-izraeli háborúban.

## Harci alkalmazása

### Arab–izraeli háborúk
1971 márciusában két MiG–25R repülőgépet (0501 és 0504 lajstromszámmal) és két MiG–25RB-t (0402 és 0602 lajstromszámmal) Egyiptomba telepítettek, ahol rendszeresen végeztek felderítő repüléseket a Sínai-félsziget felett, rendszerint géppárban. 1971. október 10-én egy gép hosszában átrepült Izrael felett, így demonstrálva a légvédelem tehetetlenségét. (Ezelőtt a MiG–25-ösök bevetései a Szuezi-csatorna környékére korlátozódtak.) November 4-én hasonló átrepüléssel próbálkoztak meg, de ekkor az Izraeli Légierő egy F–4E géppárja, külön erre a feladatra felkészítve, mindössze két-két AIM–7 Sparrow légiharc-rakétával szállt fel, és ezeket intenzív emelkedésből, szemből indították. A gépeket nem sikerült eltalálni (a rakéták nem voltak felkészítve ekkora sebességű cél elfogására, például a gyújtó sokkal később robbantotta fel a robbanótöltetet, mint kellett volna, a robbanás pillanatában MiG–25 már messze járt), de a szovjetek sokkal óvatosabbak lettek, ezután már csak két felderítő bevetést teljesítettek, 1972 márciusában és májusában, de csak a Sínai-félsziget felett, Izrael fölé nem repültek be többször. Szovjet források szerint az izraeli hírszerzés pontosan előrejelezte a gépek bevetésének idejét és útvonalát, ez segítette őket a gyors reagálásban. Összesen mintegy húsz bevetést hajtottak végre veszteségek nélkül. 1972 júliusában a gépeket visszavonták Egyiptomból, majd a jom kippuri háború után, 1973–1974 között újra repültek velük felderítő bevetéseken. A fel- és a leszállás idején a gépeket két-két MiG–21 géppár biztosította, mert ekkor sebességük nem nyújtott nekik megfelelő védelmet. A szovjet–egyiptomi kapcsolatok megromlása után a gépeket Szíriába telepítették át, később ezek a gépek szír felségjellel és részben szír személyzettel repültek.
Az 1981–1982-es összecsapások során a Szíriai Légierő három MiG–25-t veszített. Először 1981. február 29-én, a Bekaa-völgyben csaltak csapdába egy géppárt: a felderítést végző RF–4-esekre emelt MiG–25-ös géppár egyik gépét lőtték le az akkor még vadonatúj izraeli F–15-ösök. A csalinak küldött RF–4 géppár, amint a MiG–25-ösök közeledésére figyelmeztették, azonnal menekülni kezdett a gyorsan közeledő F–15-ösök felé, eközben intenzív rádióelektronikai zavarást alkalmazott, ami elvakította a közeledő szír MiG–25-ösöket, akik emiatt nem tudtak időben elmenekülni az izraeli F–15-ösök elől.
1981. július 21-én a szírek megpróbálták az izraeli taktika lemásolását: egy csali MiG–21 géppárjukat támadta meg egy magányos F–15-ös, amit két irányból próbált lőni egy-egy szír MiG–25-ös. A szemből támadó gép odaveszett, de Szíria szerint az oldalról támadó gépnek sikerült az izraeli F–15-öst lelőnie, bár ezt Izrael nem ismerte el.
1983. augusztus 31-én egy MiG–25-öst egy Bejrút környékére telepített MIM–23 Hawk légvédelmi rakéta talált el. A rakéta Improved Hawk elnevezésű, korszerűsített változatát a MiG–25-ösök ellen szisztematikusan készülő izraeli légvédelemnél úgy módosították, hogy az a magasabban és nagyobb sebességgel repülő célokat is elérje, és bár ez is csak a repülőgépek megrongálására volt elég, azonban a süllyedő és lassuló gépet az izraeli F–15-ösök már le tudták lőni. Egyes források szerint egy negyedik gépet is lelőtt egy izraeli F–15, 1982. június 7-én.

### Azerbajdzsán

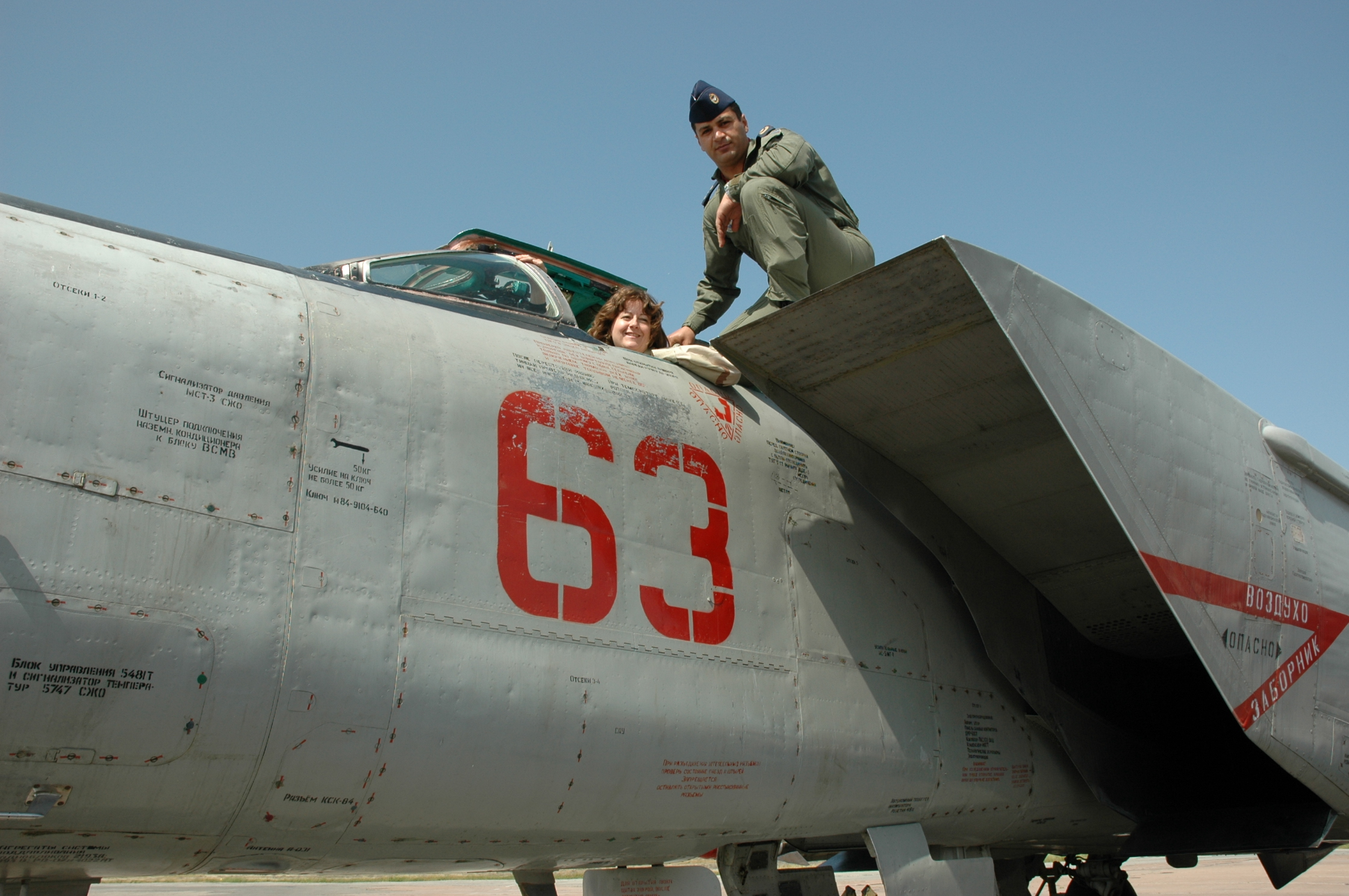
Azeri MiG–25, a képen jól érzékelhető a gép levegő-beömlőnyílásainak mérete, az emberek eltörpülnek mellette

Az Örményország és Azerbajdzsán között a Hegyi-Karabah hovatartozása miatt kirobbant háborúban az Azeri Légierő vetette be a területén lévő szovjet katonai repülőtereken lefoglalt gépeket, többek között több, mint egy századnyi MiG–25-öst. 1992. június 9-én a Gandza légi bázison nem kevesebb, mint 20 MiG–25RB-t sikerült megszerezniük, bár a pilótáknak az utolsó pillanatban sikerült nyolc géppel átrepülniük Oroszországba, a technikusok pedig a többi gépben tették használhatatlanná a Peleng navigációs rendszert, amivel reményeik szerint a gépeket használhatatlanná tették. (Később, Baku közelében, egy katonai raktárban az azeri katonák nagy mennyiségű alkatrészt találtak, ezekkel hadra foghatóvá tudták tenni gépeiket.)
Mivel az azerieknek kevés földi csapatokat támogató repülőgépük volt, viszont sok, de felesleges elfogóvadászuk, így ezeket vetették be földi célok támadására, ami a MiG–25 alkalmazásának legfurcsább módját eredményezte: az elfogóvadász MiG–25PD-k R–60 légiharc-rakétákat indítottak örmény harcjárművek ellen, és állítólag több T–72-t és BMP–1-et ki is lőttek velük.
Egy MiG–25PD-t az örmények (akik jól el voltak látva kézi légvédelmi rakétával), lelőttek 1992. augusztus 20-án, Csebrán közelében, majd ez év novemberében még egy MiG–25PD-t, Srkhavend felett, és egy másik MiG–25RB-t Madrakert közelében. Egy 1993. január 15-én, Srkhavend közelében történt lelövést videófelvétel is igazol. A háború alatt legalább 10 MiG–25-öst lőttek le.

### Irak

#### Irak–iráni háború
A MiG–25 legjelentősebb harci alkalmazására az irak–iráni háborúban került sor, ahol az Iraki Légierő több száz alkalommal vetette be a típust, elsősorban felderítési feladatokkal. Az első 24 MiG–25P és MiG–25RB változatú gép 1980 tavaszán érkezett meg, 18 000 szovjet tanácsadóval (akkor az Iraki Légierő létszáma összesen 24 000 fő volt), egy század MiG–21MF és egy század MiG–23MLD védelmében. Az összes repülőgép az újonnan épített Shoibiyah légi támaszpontra települt, Dél-Irakba, Baszrától 40 kilométerre délkeletre.
1980. szeptember 22-én Irak megtámadta Iránt, amit az nem hagyott válasz nélkül, és még aznap délután egy négygépes F–4 kötelék támadta a gépek bázisát, sikeresen, ezért áttelepítették az egységet a fronttól távolabb húzódó H–3 (al-Wallid) légi támaszpontra. Az év végéig a gépek kevés éles bevetésen repültek, ekkorra még csak négy gép került iraki irányítás alá, a többit a szovjetek használták. (Az iraki MiG–25-ösöket emellett repülték kelet-német pilóták is.) 1982 nyarán kezdtek a gépekkel komolyabb akciókat vállalni, aminek eredménye négy gép elvesztése lett, az év szeptemberében, novemberében és decemberében, mindegyiket iráni F–14-esek lőtték le. Ezen kívül egy MiG–25PD-t 1983-ban F–5-ösök és F–14-esek lőttek le, egy újabbat 1986 júliusában egy iráni F–5E lőtt le gépágyúval, ez utóbbi MiG–25-öst Mohammad Rayyan iraki ászpilóta vezette. 1987-ben és 1988-ban további egy-egy MiG–25RB-t lőttek le. A MiG–25PD-k Irán felett mintegy húsz repülőgépet, ebből hat vadászrepülőgépet, ezek közül legalább egy-egy F–4D-t és F–5E-t lőttek le, továbbá egy EC–130-t, Észak-Irán felett több utasszállítót, közöttük egy, az algériai külügyminisztert szállító Grumman Gulfstream-et, mindegyiket R–40RD vagy R–40TD rakétákkal.
Az Irak számára leszállított gépeket szinte azonnal elkezdték korszerűsíteni, A MiG–25P-ket a PDSZ változatra (a régi Szmercs rádiólokátort meghagyták), a MiG–25RB-ket pedig az RBT változatra (ezt 1985-től), emellett beszereztek új MiG–25PD-ket és RBT-ket is, az újonnan épített gépek már alkalmazhatták az 5300 literes póttartályokat, ami jelentősen növelte a gépek hatótávolságát. Kihasználták a repülőgépek bombafegyverzetét is, mert a MiG–25-ösök nagy repülési sebességük következtében zavartalanul repülhettek be Irán légterébe. A nagyon pontatlan célzóberendezések miatt csak nagy kiterjedésű objektumokat támadhattak, ilyenek voltak a Khark-szigeti olajipari berendezések, Teherán és Iszfahán.
1986-ban a szovjetek próbaképpen áttelepítették Irakba a gép legkorszerűbb, MiG–25BM változatát, de ebből nem sok jó származott, mert egy iráni F–14 lelőtt egyet, ezután a gépeket visszavonták. 1987-ben és 1988-ban ismét telepítettek MiG–25BM gépeket Irakba, az első expedíció egy újabb gép eltalálásával és kényszerleszállásával járt, másodjára a H–25MP, H–58U és H–31P rakétákat tesztelték éles körülmények között.

#### Öbölháború

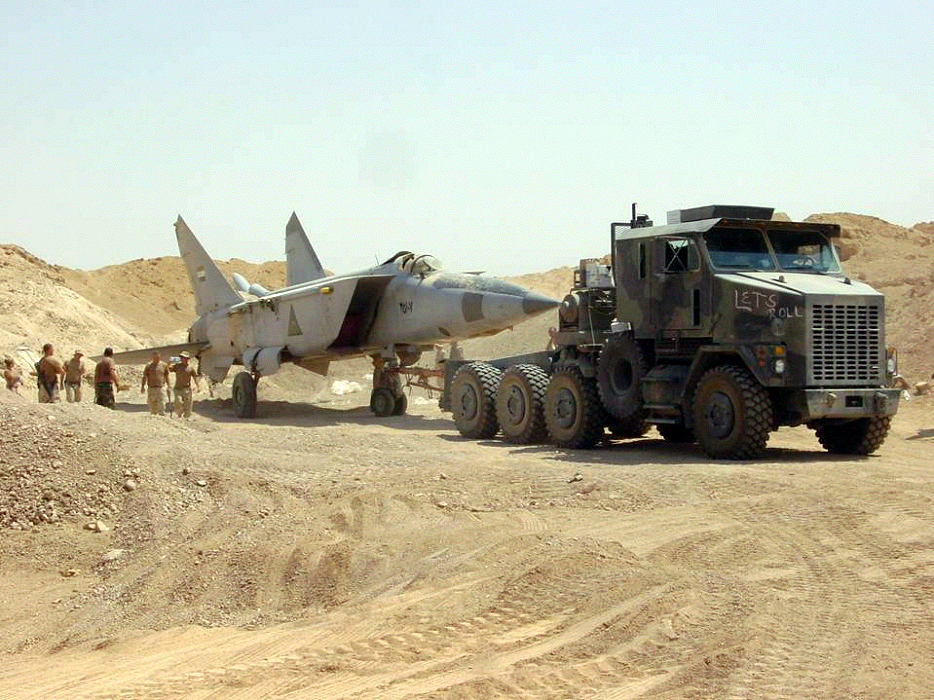
Amerikai katonák homokból kiásott iraki MiG–25RBT-t szállítanak el

A MiG–25-t az Iraki Légierő intenzíven alkalmazta az első Öbölháború során is, több esetben vetették be a repülőgépeket, mint a fejlettebb MiG–29-eseket, vagy a Mirage F1-eseket, mert nagy sebességük miatt a támadásaikat gyorsan be tudták fejezni, és haza tudtak menekülni. A nyomasztó amerikai légifölény ellenére valószínűleg egy MiG–25PD lőtte le 1991. január 17-én Michael Scott Speicher F/A–18 vadászbombázóját. (A pilótát nem találták meg, hadifogságba esését valószínűsítették, 18 év kutatás után, 2009-ben azonosították maradványait.) Ugyanezen az éjszakán támadtak meg a repülőgépek egy EF–111 Raven rádióelektronikai zavaró repülőgépet, és a rádióelektronikai zavarás megakadályozása tette lehetővé a légvédelmi rakétáknak egy F–15E lelövését. A háború második éjszakáján (január 18-án) is támadtak meg MiG–25-ösök F–15-ösöket, de találat egyik oldalon sem esett: az amerikai vadászrepülőgépek fejlettebb zavaróberendezéseik, az iraki gépek nagy sebességük segítségével menekültek meg a lelövéstől. Az öbölháború későbbi szakaszában amerikai F–15 vadászgépek két iraki MiG–25–t lőttek le, bár január 30-án állítólag egy MiG–25 megrongált egy F–15-öst.
Az Amerikai Légierő folyamatosan gyűjtötte és titokban üzemeltette a szovjet katonai repülőgépeket, hogy hatékonyabb taktikát tudjanak ellenük kidolgozni, ennek ellenére, furcsa módon, az első öbölháborúban egyetlenegy repülőgépet sem zsákmányoltak. (Dél-iraki reptereken amerikai katonák találtak működőképes példányokat, amelyeket saját parancsnokságuknak, mint „kis repülőgépeket” jelentettek, majd a kapott parancsot végrehajtva ezeket robbantással használhatatlanná tették.) A repülőgépek a második öbölháború idejére elavultak, ekkorra a Szovjetunió széthullása miatt értelmetlenné vált a bonyolultan üzemeltethető repülőgépek amerikai reptetése.
1991 és 2000 között további három gépet lőttek le amerikai vadászgépek, ebből egyet a repülési tilalmi zóna megsértése miatt egy F–16-os. 1999-ben legalább két esetben nyitottak tüzet amerikai gépek MiG–25-ösöre, de a nagy távolságból indított rakéták elől az iraki gépek mindig el tudtak menekülni. 2000-ben az iraki gépek felderítő repüléseket végeztek Jordánia és Szaúd-Arábia felett, veszteségek nélkül, az év decemberében pedig lelőttek egy amerikai RQ–1 Predator pilóta nélküli felderítő repülőgépet, éles helyzetben, mert eközben amerikai vadászgépek is tüzet nyitottak az iraki gépekre.
Az alkatrészek és a karbantartás hiánya miatt az iraki gépek többsége a második öbölháború idejére már eleve harcképtelen állapotba került, harci alkalmazásukra nem került sor. A gépeket az amerikai légierő a földön semmisítette meg. Több, homokba beásott iraki MiG–25 vészelte át a háborút.

## Polgári alkalmazása
Az Orosz Légierő pénzszerzési célból jelenleg is üzemeltet kétüléses MiG–25PU gyakorló változatokat, amelyeken mintegy 15 ezer euró részvételi díjért repülhetnek az orvosi vizsgálaton megfelelt turisták. A repülés programjában szerepel a 24 kilométeres csúcsmagasság elérése, ahonnan már szabad szemmel is megfigyelhető a Föld felszínének görbülete, illetve a 3 Mach körüli maximális sebesség elérése. Magyarországról többek között Fehér Anettka televíziós személyiség vett részt ilyen repülésen.

## Jegygyzetek
1. ↑  IIPGW – 1991: Lt.Cdr. Michael Speicher Case[halott link]
2. ↑  Lieutenant Belenko's Gift http://www.webcitation.org/query?url=https%3A%2F%2Fwww.webcitation.org%2F5mq2oFY6v%3Furl%3Dhttp%3A%2F%2Fwww.time.com%2Ftime%2Fmagazine%2Farticle%2F0%2C9171%2C946610-1%2C00.html&date=20100117021016 – Time, 1976. szeptember 20.
3. ↑  Lieutenant Viktor Ivanovich Belenko (angol nyelven). [2008. február 12-i dátummal az [ eredetiből] archiválva]. (Hozzáférés: 2009. augusztus 18.)
4. ↑  МиГ-25Р – Az airwar.ru cikke
5. ↑  МиГ-25РБ – Az airwar.ru cikke
6. ↑  МиГ-25РБВ – Az airwar.ru cikke
7. ↑  МиГ-25РБТ – Az airwar.ru cikke
8. ↑  МиГ-25РБК – Az airwar.ru cikke
9. ↑  МиГ-25РБФ – Az airwar.ru cikke
10. ↑  МиГ-25РБС – Az airwar.ru cikke
11. ↑  МиГ-25РБШ – Az airwar.ru cikke
12. ↑  МиГ-25БМ – Az airwar.ru cikke
13. ↑  МиГ-25П – Az airwar.ru cikke
14. ↑  МиГ-25ПД – Az airwar.ru cikke
15. ↑  МиГ-25ПУ – Az airwar.ru cikke
16. ↑  МиГ-25РУ – Az airwar.ru cikke
17. ↑  МиГ-25М – Az airwar.ru cikke
18. ↑  
Е-155М – az Ugolok nyeba repülő-enciklopédia cikke (oroszul)
19. ↑  General Aviation World Records Archiválva 2007. szeptember 27-i dátummal a Wayback Machine-ben – Fédération Aéronautique Internationale (FAI)
20. ↑  Nyugdíjba vonulnak az indiai MiG-25-ösök – Temesvári Péter – JETfly Online
21. ↑  Aroor, Shiv: The MIGnificient Flying Machines (angol nyelven). Bharat Rakshak. [2012. április 26-i dátummal az eredetiből archiválva]. (Hozzáférés: 2009. szeptember 26.)
22. ↑  Temesvári Péter: MiG–25 Foxbatok alkalmazása a Bolgár Légierőben – JETfly Online
23. ↑  Bővebben lásd: Vígh István: A bolgár Foxbatok. In: Haditechnika 1999/2, 24–28.
24. ↑  Foxbats over Sinai Archiválva 2013. november 3-i dátummal a Wayback Machine-ben – The Spyflight Website
25. ↑  Foxbat Hunting (angol nyelven). [2007. július 8-i dátummal az [ eredetiből] archiválva]. (Hozzáférés: 2009. szeptember 3.)
26. ↑  MiG-25 Foxbat Archiválva 2011. szeptember 27-i dátummal a Wayback Machine-ben – The Spyflight Website
27. ↑  
Air War over Nagorniy-Kharabakh, 1988–1994 Archiválva 2013. június 4-i dátummal a Wayback Machine-ben Az ACIG.org cikke
28. ↑  Armenian Army destroying azeri MIG25. YouTube. (Hozzáférés: 2010. február 16.)
29. ↑  HESS, PAMELA: Twists and turns snagged missing pilot case (angol nyelven). AP, 2009. november 29. (Hozzáférés: 2009. november 29.)
30. ↑  Exhumating the Dead Iraqi Air Force Archiválva 2013. január 31-i dátummal a Wayback Machine-ben By Tom Cooper
31. ↑  European Space Tourist. [2007. január 15-i dátummal az eredetiből archiválva]. (Hozzáférés: 2007. május 4.)

### Fórumok
- Az ACIG.org MiG–25 topikja[halott link]
- MiG-25s & MiG-29 in Air Combat[halott link]
- Smerch radar (Tu-128, MiG-25)[halott link]
- Sapfir-25 radar (MiG-25PD)[halott link]